# Code d'aviation de la Direction générale de l'aéronautique civile du Mexique
Le Code d'aviation de la Direction générale de l'aéronautique civile du Mexique est un code de désignation d'aérodromes composé de trois caractères alphabétiques utilisé pour identifier tous les champs d'aviation civile du Mexique (ces caractères sont choisis avec la même méthodologie que le code AITA, c'est-à-dire en prenant trois lettres du nom de l'aérodrome, par exemple ZPU pour l'aérodrome de Zacapu).
Ce code est utilisé pour des aérodromes, aéroports régionaux, héliports, hydroaérodromes, bateaux-héliports et plates-formes-héliports. Pour les aéroports majeur, on utilise le code IATA comme désignation, par exemple TLC pour l'aéroport international de Toluca. Il existe cependant certaines exceptions, comme IATA:UAC et DGAC:SLR pour l'Aérodrome de San Luis Río Colorado, dans l'État du Sonora,.